# たとえば…たとえば
「たとえば…たとえば」は渡辺真知子の楽曲で、4枚目のシングル。1979年（昭和54年）1月21日、CBS・ソニー（現・ソニー・ミュージックエンタテインメント）から発売された。規格品番は06SH444。
A・B面曲とも、同年6月21日発売のアルバム『遠く離れて』に収録されている。
累計売り上げは11.8万枚（オリコン）。この曲で同年末の『第30回NHK紅白歌合戦』に2年連続2回目の出場を果たした。

## 収録曲
1. たとえば…たとえば
  - 作詞：伊藤アキラ／作曲：渡辺真知子／編曲：船山基紀
2. 港のフェスタ
  - 作詞：伊藤アキラ／作曲：渡辺真知子／編曲：船山基紀
  - 歌詞に「港まつり」が登場し、曲名もその意味で、祭の夜に情熱的に燃える恋人たちを歌った曲である[5]。

なお、渡辺の出身地である横須賀市では、毎年8月に浦賀港周辺で「浦賀みなと祭」が開催され、夜には花火大会も行われる[6][7]（浦賀#概要も参照）。